# FTSE MIB
FTSE MIB (Financial Times Stock Exchange Milano Indice Borsa) es el principal índice bursátil de la bolsa de valores de Italia situada en Milán. Cotizan los 40 componentes con mayor capitalización de la bolsa general que consta de unas 350 compañías que cotizan en bolsa de lunes a viernes (menos festivos y conmemoraciones) y de las 9:00 horas hasta las 17:30 (compra y venta de acciones), los últimos compases de la cotización bursátil es lo que se llama la subasta de precios que se realizan en los últimos 6 minutos de la cotización (17:29:59-17:36), en total las cotizaciones diarias duran 8 horas y 36 minutos. El índice nace tras la fusión de la bolsa italiana con el LSE (London Stock Exchange). La bolsa italiana se fundó en el año 1808 y sus operaciones virtuales comenzaron el 31 de diciembre de 1992, es la novena bolsa más antigua del mundo (detrás de Frankfurt, Ámsterdam, Copenhague, París, Viena, Dublín, Bruselas y Londres) y la decimosexta más importante del mundo. La bolsa italiana tiene casi 600 mil millones de euros de valor y el FTSE MIB representa cerca del 75% de la capitalización del mercado accionista italiano, su base está en los 10.000 puntos.

## Estructura
La Bolsa lombarda organiza y maneja el mercado de valores italiano con la participación de 130 corredores nacionales e internacionales que operan en Italia o en el extranjero por asociación remota, utilizando un sistema completamente electrónico que realiza operaciones en tiempo real. Además, realiza actividades organizacionales, comerciales y promocionales; con el objetivo de desarrollar servicios con un alto valor agregado para la comunidad financiera.
El mercado de valores está dividido en cinco partes. El mercado electrónico accionario (MTA) que opera las acciones de empresas italianas, las obligaciones convertibles, y las autorizaciones; la cobertura del mercado de las autorizaciones (warrants) a través de un mercado de valores electrónico. El STARES (Segmento para Acciones Altos Requerimientos) está dentro del MTA e incluye las compañías capitalizadas de 40 millones a 100 millones de euros que ya están inscritas y son transadas en sectores más tradicionales. Nuevo Mercado está dedicado a compañías de innovación. Las acciones, los bonos, las autorizaciones, y las opciones no admitidas en la Bolsa de Valores oficial es operado en el Mercato Ristretto. El Mercado de Premi es para contratos de prima en acciones sobre intercambio de productos. El mercado de después de mercado permita comerciar los instrumentos financieros después de cerradas las sesiones diarias.

## Cálculo
La fórmula utilizada para el cálculo del valor del índice es:
{\displaystyle M(t)=M(t-1)\times {\Sigma cap(t) \over \Sigma cap(t-1)+J}}
Las empresas con mayor capitalización bursátil tienen mayor peso dentro del índice y sus alzas y bajas influirán en mayor medida en el movimiento final del FTSE MIB. Esto significa que cuando Eni, EssilorLuxottica, Enel, Intesa Sanpaolo, Generali y Tenaris están a la baja, el FTSE MIB tiene gran preocupación porque éstas influyen mucho sobre el índice general. Por eso hay que mirar los primeros valores de los índices con mucha frecuencia y mucha atención, de hecho presentan el 30% de todo el mercado italiano.
Los criterios utilizado por el CONSOB para la inclusión o salida del FTSE MIB son principalmente la liquidez de los títulos, número de acciones en circulación, valor de capitalización bursátil...etc.
Este comité se reúne cada 6 meses de forma ordinaria, (normalmente junio y diciembre), aunque pueden convocarse reuniones extraordinarias cuando las circunstancias así lo requieran.

## Historia

### Cambios de nombre
Bolsa de Milán 1992 - Actualidad 

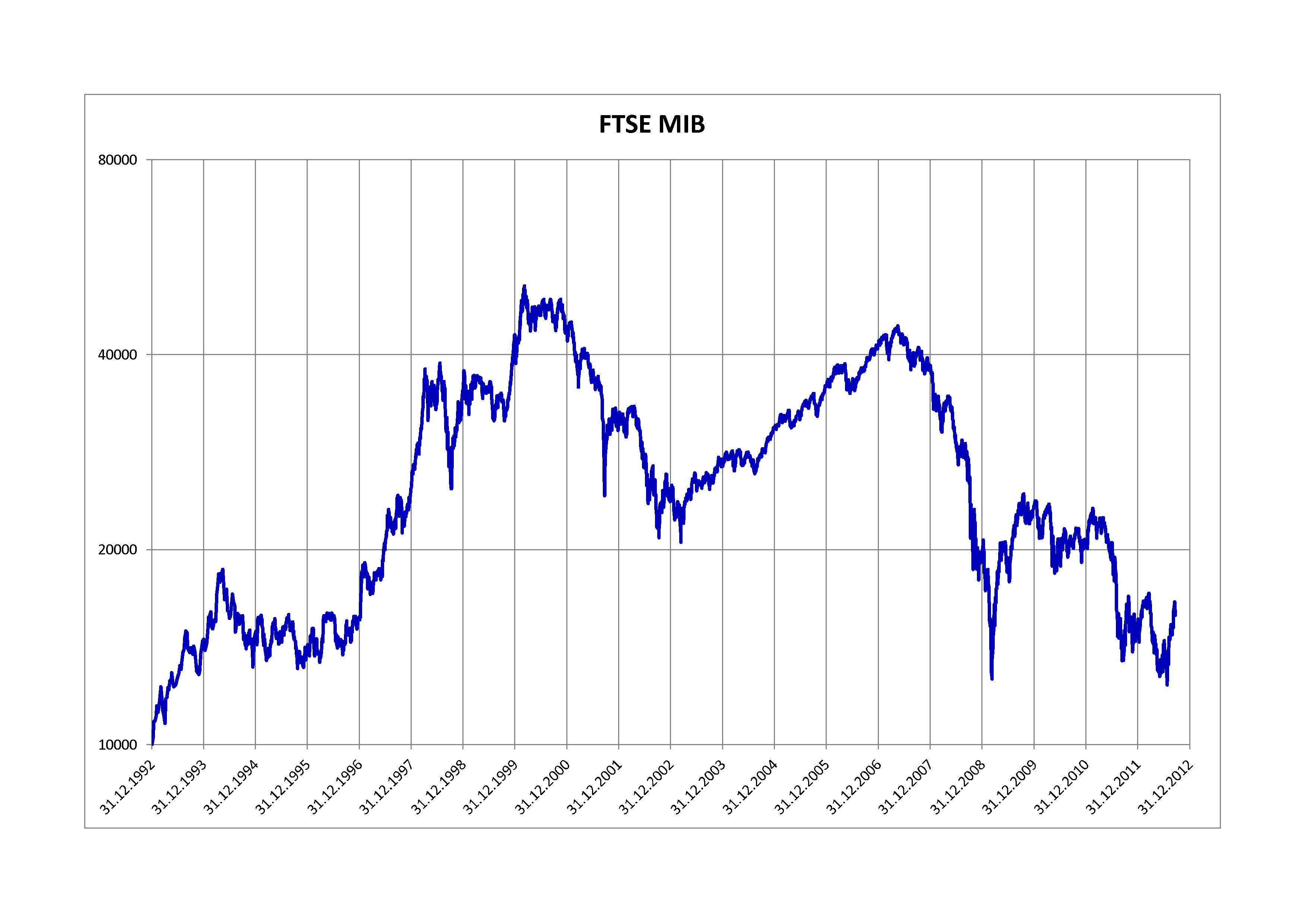

El índice de referencia italiana comenzó el 31 de diciembre de 1992 bajo el nombre COMIT 30 con un valor base de 100 puntos.
El 17 de octubre de 1994, se hizo cargo de la Bolsa Italiana los derechos a la COMIT 30 de la Banca Commerciale Italiana (ahora Intesa Sanpaolo) y el denominado índice de MIB 30. El valor base del año 1992 se fijó en 10.000 puntos. El índice de selección se basa en el llamado "indicador de liquidez y capitalización" (CIT), que se determina a partir de la liquidez y capitalización de mercado de comercio. Una revaluación se lleva a cabo dos veces al año, entre marzo y agosto.
El 2 de junio de 2003, el mercado de valores italiano resultó en Milán en colaboración con Standard & Poor existente de 40 valores de S&P / MIB un paralelo calculado para un período de prueba de cinco meses para que se establece a partir de los 30 valores existentes 30 de MIB.
El 3 de noviembre de 2003, el S & P / MIB sustituye el MIB 30 como índice adelantado italiano de cuyo cálculo se ajustó el 29 de mayo de 2009. Ambos índices fueron el 31 de octubre de 2003 sincronizada con el valor de 25.973 puntos, una transición suave de la negociación de futuros y opciones para asegurar el nuevo índice de referencia.
El 1 de junio de 2009 Standard & Poor vino del índice de FTSE Group, que es propiedad del 50 por ciento del Grupo Bolsa de Londres y al mismo tiempo es la compañía matriz de la Bolsa Italiana. Desde entonces, el índice de la bolsa llama el FTSE MIB , para reflejar este cambio.

### Índice de Desarrollo
El 2 de enero de 1998, el MIB terminó la negociación por primera vez por encima del límite de 25.000 puntos y el 2 de marzo de 2000 por primera vez por encima de los 50.000 puntos. El 6 de marzo de 2000, el índice cerró con 51,093 puntos en su punto más alto. Tras el estallido de la burbuja especulativa en el sector de la tecnología ( burbuja de Internet ) el índice cayó a un mínimo de 20,539 puntos al 12 de marzo de 2003. Este fue un descenso desde marzo de 2000 en un 59,4 por ciento. El 12 de marzo de 2003 marca el final de la bajada. A partir de la primavera de 2003, el FTSE MIB comenzó a subir de nuevo. Hasta el 18 de mayo de 2007, el índice se elevó a un nivel de cierre de 44,364 puntos.
Durante la internacional crisis financiera, que de Estados Unidos tuvo su origen en el verano de 2007, el MIB comenzó a disminuir de nuevo. El 20 de junio de 2008 se graduó con 29,854 puntos de nuevo por debajo del límite de 30.000 puntos. Durante la crisis, el aumento de la volatilidad del índice. La crisis bursátil mundial de octubre de 2008 constituye unas serias caídas históricas de las cotizaciones bursátiles de prácticamente todas las bolsas del mundo. Las caídas, en la mayoría de los casos, supusieron descensos históricos, en una sola sesión o en varias, y deben interpretarse en el contexto de la crisis financiera de 2008. La crisis tuvo lugar en un escenario de alta volatilidad, y dio lugar, el 10 de octubre, a un crash generalizado en todas las plazas mundiales. En Italia, el FTSE MIB perdió en un solo día el 8,24% (lunes) y un 7,14% (viernes de la misma semana), acumulando unas pérdidas semanales del 21,62%, perdiendo casi el soporte de los 20.000 puntos (había estado por encima de los 30.000 en el periodo precedente). El lunes la bolsa de Londres registró un descenso del 7,85%, la de París un 9,04%, la de Frankfurt un 7,07%,% y la de Madrid un 6,06%. Ese viernes paso algo sucedido; Londres perdió un 8,85%, la de París perdió el 7,73, la de Frankfurt el 7,01 y Madrid la que más (un 9,14%), Nueva York perdió bastante menos que los índices europeos, entorno al 3% y las bolsas de Moscú y Viena optaron por cerrar, ante el desplome generalizado. El lunes 13 de octubre, en cambio, las bolsas reaccionan con euforia a las medidas acordadas ese mismo fin de semana por las principales potencias económicas, que en Europa suponen la inyección de más de un billón de euros en el sistema financiero. Sólo en Italia, se anuncia que se avalará la deuda bancaria con 300.000 millones de euros, lo que es recibido con una subida de 11,49% por el FTSE MIB, la mayor de su historia. Ese mismo día Londres, París, Frankfurt y Madrid suben más de un 10%, y nueva York sube más del 5%. Pese a estas medidas, el día 15 de octubre las bolsas vuelven a su senda bajista con nuevas caídas históricas.
Para el día 25 de octubre, el desplome de la bolsa es mundial, y anunció de una recesión económica global, hasta el punto de que algunos expertos sugieren el cierre de las bolsas para evitar las continuas caídas. El 24 de octubre de 2008, fue galardonado con 19.900 puntos por debajo de los 20.000 puntos. Una nueva baja anotó el MIB el 9 de marzo de 2009, cuando se terminó el comercio con 12.620,57 puntos. Desde el 18 de mayo de 2007, lo que corresponde a una disminución de 71,6 por ciento.
El incremento segundo precio más alto experimentó el MIB, el 10 de mayo de 2010 (11,28 por ciento) a la resolución que fija el Mecanismo Europeo de Estabilidad 9 de marzo de 2009 marca el punto de inflexión de la bajada. A partir de la primavera de 2009, el índice estaba de vuelta en el camino. Hasta el 19 de octubre de 2009, que aumentó en un 67,9 por ciento a un nivel de cierre de 24,425.98 puntos.
La crisis del euro en 2010 y el debilitamiento de la economía mundial a partir de 2011 condujo a una caída importante FTSE MIB. El 12 de septiembre de 2011, el índice terminó la negociación en 13.474,14 puntos. La pérdida desde el 19 de octubre de 2009, es de 42,8 por ciento. Una recuperación de las cotizaciones llevó a incrementos de valor en el mercado de valores. El 19 de marzo de 2012, el barómetro bursátil cerró más alta que hace seis meses a 17,133.42 puntos, hasta el 27,2 por ciento. El 24 de julio de 2012, el índice anticipado italiano terminó la negociación en 12,362.51 puntos, la pérdida desde su pico el 19 de marzo de 2012 está en el nivel más bajo desde el 23 de noviembre de 1993. El 27,8 por ciento desde su máximo histórico por encima de la 6 de marzo de 2000, en 75,8 por ciento.
El anuncio de nuevos programas de compra de bonos del Banco Central Europeo y la Fed, en principio, de forma ilimitada dio lugar a una recuperación de los precios en el mercado de valores. El estímulo monetario ha jugado un papel más importante en la formación de los precios, ya que la contracción de la economía italiana y la situación de la empresa. El 11 de enero de 2013, el FTSE MIB cerró en 17,502.39 puntos, un aumento del 41,6 por ciento como el 24 de julio de 2012.
En el año 2015 estalla de nuevo un nuevo cúmulo de infortunios ante el desplome de las bolsas chinas de principios de verano hasta invierno, acompañada por el desplome del precio del petróleo y la esperada caída en picado de los índices griegos a límites críticos debido a las dudas sobre su estabilidad económica y el corralillo creado en parte por en gobierno griego que pedían rescates continuamente para reflotar su sistema bancario el 6 de julio de 2015 el MIB baja un 4,03% de sopetón por culpa de los índices griegos que estuvieron cerrados durante más de 1 mes, al desplomarse un 16%
En el año 2016 siguen las malísimas noticias debido a los créditos morosos de su banca (BMPS, Unicredit, Banco Popolare...etc) y a la peor sesión de su historia jamás registrada del índice debido al Referéndum Británico de su salida de la unión europea, haciendo dudar la estabilidad de la mayor unión mundial y su futuro (UE) el MIB baja el 12,48% en tan solo 8 horas y media de cotizaciones el 24 de junio de 2016. Lo que deja al selectivo en un mínimo de más de 3 años a 15.017,42 puntos un 37,83% menos del máximo que registró el 20 de julio de 2015.

### Las temperaturas máximas
La tabla muestra los máximos históricos del FTSE MIB.
|                       | puntos | fecha                      |
| --------------------- | ------ | -------------------------- |
| durante la jornada    | 51.273 | Martes, 7 de marzo de 2000 |
| en una base de cierre | 51.093 | Lunes, 6 de marzo de 2000  |

### Los hitos
La tabla muestra los hitos desde el año 1992.
| En primer nivel de cierre de | Cierre de nivel en los puntos | fecha                   |
| ---------------------------- | ----------------------------- | ----------------------- |
| 10.000                       | 10.000                        | 31 de diciembre de 1992 |
| 15.000                       | 15.046                        | 21 de noviembre de 1994 |
| 20.000                       | 20.040                        | 20 de junio de 1997     |
| 25.000                       | 25.484                        | 2 de enero de 1998      |
| 30.000                       | 30.330                        | 6 de marzo de 1998      |
| 35.000                       | 35.883                        | 1 de abril de 1998      |
| 40.000                       | 40.056                        | 17 de diciembre de 1999 |
| 45.000                       | 45.047                        | 4 de febrero de 2000    |
| 50.000                       | 50.664                        | 2 de marzo de 2000      |

### Mejores días
La tabla de los mejores días desde 1992.
| Posición | Día                      | Puntos    | Variación en cuanto a puntos | Variación en cuanto a % |
| -------- | ------------------------ | --------- | ---------------------------- | ----------------------- |
| 1        | 13 de octubre de 2008    | 22.642,00 | +2.333,00                    | +11,49                  |
| 2        | 10 de mayo de 2010       | 20.971,21 | +2.125,03                    | +11,28                  |
| 3        | 29 de octubre de 2008    | 20.466,00 | +1.838,00                    | +9,87                   |
| 4        | 24 de marzo de 2020      | 16.948,60 | +1.388,80                    | +8,93                   |
| 5        | 19 de septiembre de 2008 | 27.877,00 | +2.213,00                    | +8,62                   |
| 6        | 24 de septiembre de 2001 | 26.193,00 | +1.959,00                    | +8,08                   |
| 7        | 8 de diciembre de 2008   | 19.314,00 | +1.346,00                    | +7,49                   |
| 8        | 24 de noviembre de 2008  | 19.899,00 | +1.366,00                    | +7,37                   |
| 9        | 12 de octubre de 1998    | 26.645,00 | +1.794,00                    | +7,22                   |
| 10       | 13 de marzo de 2020      | 15.954,29 | +1.059,85                    | +7,12                   |

### Peores días
La tabla de los peores días desde 1992.
| Posición | Día                      | Puntos    | Variación en cuanto a puntos | Variación en cuanto a % |
| -------- | ------------------------ | --------- | ---------------------------- | ----------------------- |
| 1        | 12 de marzo de 2020      | 14.894,44 | -3.034,20                    | -16,92                  |
| 2        | 24 de junio de 2016      | 15.723,81 | -2.242,36                    | -12,48                  |
| 3        | 9 de marzo de 2020       | 18.475,91 | -2.323,98                    | -11,17                  |
| 4        | 6 de octubre de 2008     | 23.776,00 | -2.135,00                    | -8,24                   |
| 5        | 11 de septiembre de 2001 | 29.106,00 | -2.458,00                    | -7,79                   |
| 6        | 10 de octubre de 2008    | 20.309,00 | -1.562,00                    | -7,14                   |
| 7        | 1 de noviembre de 2011   | 14.928,24 | -1.089,49                    | -6,80                   |
| 8        | 16 de octubre de 2008    | 20.714,00 | -1.507,00                    | -6,78                   |
| 9        | 14 de septiembre de 2001 | 27.757,00 | -1.986,00                    | -6,68                   |
| 10       | 10 de agosto de 2011     | 14.676,04 | -1.045,41                    | -6,65                   |

### Desarrollo anual
La tabla muestra el desarrollo de la COMIT 30 (1992-1993), el MIB 30 (1994-2002), el S&P/MIB (2003-2008) y el FTSE MIB (desde 2009).
| Año de cierre | Cierre de nivel en los puntos | Variación en los puntos | Cambio en% |
| ------------- | ----------------------------- | ----------------------- | ---------- |
| 1993          | 14.560,00                     | +4.560,00               | +45,6      |
| 1994          | 14.748,00                     | +188,00                 | +1,29      |
| 1995          | 14.132,00                     | -616,00                 | -4,18      |
| 1996          | 15.697,00                     | +1.565,00               | +11,07     |
| 1997          | 24.942,00                     | +9.245,00               | +58,9      |
| 1998          | 35.152,00                     | +10.210,00              | +40,93     |
| 1999          | 42.991,00                     | +7.839,00               | +22,3      |
| 2000          | 43.719,00                     | +728,00                 | +1,69      |
| 2001          | 32.263,00                     | -11.456,00              | -26,2      |
| 2002          | 23.886,00                     | -8.377,00               | -25,96     |
| 2003          | 26.887,00                     | +3.379,00               | +12,56     |
| 2004          | 30.903,00                     | +4.016,00               | +14,94     |
| 2005          | 35.704,00                     | +4.801,00               | +15,54     |
| 2006          | 41.434,20                     | +5.730,20               | +16,05     |
| 2007          | 38.553,67                     | -2.880,53               | -6,95      |
| 2008          | 19.459,53                     | -19.094,14              | -49,53     |
| 2009          | 23.248,39                     | +3.788,86               | +19,47     |
| 2010          | 20.173,29                     | -3.075,10               | -13,23     |
| 2011          | 15.089,74                     | -5.083,55               | -25,2      |
| 2012          | 16.273,38                     | +1.183,64               | +7,84      |
| 2013          | 18.967,71                     | +2.694,33               | +16,56     |
| 2014          | 19.011,96                     | +44,25                  | +0,23      |
| 2015          | 21.418,37                     | +2.406,41               | +12,66     |
| 2016          | 19.234,58                     | -2.183,79               | -10,2      |
| 2017          | 21.853,34                     | +2.618,76               | +13,59     |
| 2018          | 18.324,03                     | -3.529,31               | -16,15     |
| 2019          | 23.506,37                     | +5.182,34               | +28,28     |
| 2020          | 22.232,90                     | -1.273,4                | -5,42      |
| 2021          | 27.346,83                     | +5.113,93               | +23        |
| 2022          | 23.706,96                     | -3.639,87               | -13,31     |
| 2023          | 30.351,62                     | +6.644,66               | +28,03     |
| 2024          | 34.186,18                     | +3.834,56               | +12,63     |
| 2025          |                               |                         |            |

## Componentes
Así como las 40 empresas que componen el índice FTSE MIB, su capitalización de mercado en euros según la actualización de 18/12/2017.
| Nombre                                  | Código | Sede legal                          | Presidente                    | Sector                         | Capitalización (millones de €) al 29/12/2017 |
| --------------------------------------- | ------ | ----------------------------------- | ----------------------------- | ------------------------------ | -------------------------------------------- |
| A2A                                     | A2A    | Brescia                             | Giovanni Valotti              | Servizi pubblici               | 4.831                                        |
| Mundys                                  | ATL    | Roma                                | Fabio Cerchiai                | Prodotti e servizi industriali | 21.735                                       |
| Azimut Holding S.p.A.                   | AZM    | Milano                              | Pietro Giuliani               | Servizi finanziari             | 2.288                                        |
| Banca Mediolanum S.p.A.                 | BMED   | Milano                              | Massimo Doris                 | Servizi finanziari             | 3.241                                        |
| Banco BPM S.P.A.                        | BAMI   | Milano                              | Carlo Fratta Pasini           | Banche                         | 3.970                                        |
| BPER Banca S.p.A.                       | BPE    | Modena                              | Luigi Odorici                 | Banche                         | 2.026                                        |
| Brembo S.p.A.                           | BRE    | Curno                               | Alberto Bombassei             | Automobili e componentistica   | 4.231                                        |
| Buzzi Unicem S.p.A.                     | BZU    | Casale Monferrato                   | Enrico Buzzi                  | Edilizia e materiali           | 3.720                                        |
| Campari - Milano S.p.A.                 | CPR    | Milano                              | Luca Garavoglia               | Alimentari                     | 7.487                                        |
| CNH Industrial N.V.                     | CNHI   | Ámsterdam (Países Bajos)            | Sergio Marchionne             | Prodotti e servizi industriali | 15.240                                       |
| ENEL S.p.A.                             | ENEL   | Roma                                | Maria Patrizia Grieco         | Servizi pubblici               | 52.155                                       |
| ENI S.p.A.                              | ENI    | Roma                                | Emma Marcegaglia              | Petrolio e gas naturale        | 50.152                                       |
| Exor N.V.                               | EXO    | Ámsterdam (Países Bajos)            | John Elkann                   | Servizi finanziari             | 12.315                                       |
| Ferrari N.V.                            | RACE   | Ámsterdam (Países Bajos)            | Sergio Marchionne             | Automobili e componentistica   | 16.959                                       |
| Fiat Chrysler Automobiles N.V.          | FCA    | Ámsterdam (Países Bajos)            | John Elkann                   | Automobili e componentistica   | 22.963                                       |
| FinecoBank S.p.A.                       | FBK    | Milano                              | Alessandro Foti (CEO)         | Banche                         | 5.187                                        |
| Generali S.p.A.                         | G      | Trieste                             | Gabriele Galateri di Genola   | Assicurazioni                  | 23.739                                       |
| Intesa Sanpaolo S.p.A.                  | ISP    | Torino                              | Carlo Messina (CD)            | Banche                         | 43.932                                       |
| Italgas S.p.A.                          | ITG    | Milano                              | Lorenzo Bini Smaghi           | Servizi pubblici               | 4.119                                        |
| Leonardo S.p.A                          | LDO    | Roma                                | Giovanni De Gennaro           | Prodotti e servizi industriali | 5.735                                        |
| Luxottica S.p.A.                        | LUX    | Milano                              | Leonardo Del Vecchio          | Moda                           | 24.808                                       |
| Mediaset S.p.A.                         | MS     | Cologno Monzese                     | Fedele Confalonieri           | Media                          | 3.815                                        |
| Mediobanca S.p.A.                       | MB     | Milano                              | Renato Pagliaro               | Banche                         | 8.363                                        |
| Moncler S.p.A.                          | MONC   | Milano                              | Remo Ruffini                  | Moda                           | 6.643                                        |
| Pirelli & C. S.p.A.                     | PIRC   | Milano                              | Marco Tronchetti Provera (AD) | Automobili e componentistica   | 7.250                                        |
| Poste italiane S.p.A.                   | POST   | Milano                              | Bianca Maria Farina           | Assicurazioni                  | 8.196                                        |
| Prysmian S.p.A.                         | PRY    | Milano                              | Valerio Battista              | Prodotti e servizi industriali | 5.913                                        |
| Recordati S.p.A.                        | RE     | Milano                              | Alberto Recordati             | Salute                         | 7.750                                        |
| Saipem S.p.A.                           | SPM    | San Donato Milanese                 | Stefano Cao (AD) (CEO)        | Petrolio e gas naturale        | 3.848                                        |
| Salvatore Ferragamo S.p.A.              | SFER   | Firenze                             | Ferruccio Ferragamo           | Moda                           | 3.739                                        |
| Snam S.p.A.                             | SRG    | San Donato Milanese                 | Carlo Malacarne (AD)          | Servizi pubblici               | 14.283                                       |
| STMicroelectronics N.V.                 | STM    | Schiphol, Ámsterdam, (Países Bajos) | Carlo Bozotti                 | Tecnología                     | 16.582                                       |
| Telecom Italia S.p.A.                   | TIT    | Milano                              | Giuseppe Recchi (VP)          | Telecomunicazioni              | 10.954                                       |
| Tenaris S.A.                            | TEN    | Luxemburgo (Luxemburgo)             | Paolo Rocca                   | Materie prime                  | 15.536                                       |
| Terna - Rete Elettrica Nazionale S.p.A. | TRN    | Roma                                | Luigi Ferraris                | Servizi pubblici               | 9.736                                        |
| UBI Banca S.p.A.                        | UBI    | Bergamo                             | Victor Massiah (CD)           | Banche                         | 4.172                                        |
| UniCredit S.p.A.                        | UCG    | Roma                                | Jean Pierre Mustier (AD)      | Banche                         | 34.676                                       |
| Unipol S.p.A.                           | UNI    | Bologna                             | Pierluigi Stefanini           | Assicurazioni                  | 2.805                                        |
| UnipolSai Assicurazioni S.p.A.          | US     | Bologna                             | Fabio Cerchiai                | Assicurazioni                  | 5.509                                        |
| Yoox Net-A-Porter Group S.p.A.          | YNAP   | Zola Predosa (BO)                   | Federico Marchetti            | Commercio                      | 2.655                                        |

### Selección de la composición del FTSE MIB
La entrada o salida de valores del índice es decisión de un grupo de expertos denominado CONSOB. Este comité se reúne para tal fin dos veces al año, normalmente en junio y en diciembre, haciéndose efectivas las modificaciones el primer día hábil de julio y el primer día hábil de enero de cada año. No obstante, pueden celebrarse reuniones extraordinarias ante circunstancias que así lo requieran para modificar la composición del FTSE MIB.
Para que un valor forme parte del Índice, se requiere que:
- Su capitalización media sea superior al 0,30 por ciento la del valor en el período analizado.
- Que haya sido contratado por lo menos en la tercera parte de las sesiones de ese período.

No obstante, de no cumplirse dicha condición, la empresa también podría ser elegida para entrar en el índice si estuviese entre los 20 valores con mayor capitalización.

## Índices sectoriales
FTSE MIB: Es el índice más importante ya que alberga los 40 componentes con mayor capitalización bursátil de la Bolsa de Milán.
FTSE Italia All-Share: Este índice alberga todos los valores de la bolsa transalpina
FTSE Italia Mid Cap: Se compone de las 60 mayores empresas por capitalización de mercado que no pertenecen al índice FTSE MIB
FTSE Italia Small Cap: Es el cesto de estas empresas con baja capitalización, que actualmente representan el 4% de la capitalización de la Bolsa de Milán
FTSE Italia Micro Cap: Es la canasta de esos valores de pequeñas empresas que no cumplen con ciertos criterios de liquidez y/o capitalización muy baja.
FTSE Italia Star: Cuya STAR es el acrónimo del segmento de valores con altos requerimientos, es un índice de la bolsa de valores electrónica gestionada por la bolsa italiana que incluye las sociedades por acciones de mediano tamaño
FTSE Aim Italia: Es el conjunto de AIM Italia (mercado alternativo de capital, que es mercado de intercambio), AIM Italia es un mercado regulado, pero operado por la bolsa de Milán, este mercado se ha creado para dar cavidades a las PYMES.